# Juan de las Cabezas Altamirano
Juan de las Cabezas Altamirano (1565 – 19 de dezembro de 1615) foi um prelado católico romano que serviu como Bispo de Arequipa (1615), Bispo de Santiago da Guatemala de 1610 a 1615 e Bispo de Santiago de Cuba de 1602 a 1610.

## Biografia
Juan de las Cabezas Altamirano nasceu em Zamora, Espanha. Em 15 de abril de 1602, foi nomeado durante o papado de Clemente VIII como Bispo de Santiago de Cuba. No papado de Paulo V, em 19 de julho de 1610 foi nomeado como Bispo de Santiago da Guatemala. Em 16 de setembro de 1615, foi nomeado como Bispo de Arequipa, vindo a falecer nessa posição naquele mesmo ano. Enquanto bispo, foi o principal consagrador de Alfonso del Galdo, Bispo de Comayagua (1613).